# 2022-es angol labdarúgó-szuperkupa
A 2022-es angol labdarúgó-szuperkupa (szponzorációs nevén The FA Community Shield supported by McDonald’s), a kupa 100. kiírása, amelyet a 2021–2022-es szezon Premier League-győztese, a Manchester City és 2021–2022-es szezon FA Kupa-győztese, a Liverpool játssza.
Tíz év után először a mérkőzést nem a Wembley Stadionban rendezik, a 2022-es női Európa-bajnokság dőntője miatt, hanem a címvédő Leicester City otthonában, a King Power Stadionban.

## Háttér
A Liverpool az FA-Kupa-címet a Chelsea ellen nyerte el, 6–5 arányban büntetőpárbajban, miután hosszabbítás után 0–0 lett a mérkőzés eredménye.
Manchester City a 2021–2022-es angol labdarúgó-bajnokság megnyerésével érte el a szuperkupa-döntőt.

## A mérkőzés

### Részletek
| 2022. július 30. 18:00 CEST |

| Liverpool                                          | 3–1   | Manchester City |
| -------------------------------------------------- | ----- | --------------- |
| Alexander-Arnold 21' Szaláh 83' (bün.) Núñez 90+4' | (1–0) | Álvarez 70'     |

| King Power Stadion, Leicester Nézőszám: 28 545 Játékvezető: Craig Pawson (Sheffield & Hallamshire) |

| Liverpool | Manchester City |

| GK           | 13 | Adrián                 |     |     |
| RB           | 66 | Trent Alexander-Arnold |     | 74' |
| CB           | 32 | Joël Matip             |     |     |
| CB           | 4  | Virgil van Dijk        |     |     |
| LB           | 26 | Andrew Robertson       |     |     |
| CM           | 14 | Jordan Henderson (c)   |     | 73' |
| CM           | 3  | Fabinho                |     |     |
| CM           | 6  | Thiago                 |     | 85' |
| RF           | 11 | Mohamed Szaláh         |     | 95' |
| CF           | 9  | Roberto Firmino        |     | 59' |
| LF           | 23 | Luis Díaz              |     | 90' |
| Cserék:      |    |                        |     |     |
| GK           | 95 | Harvey Davies          |     |     |
| DF           | 2  | Joe Gomez              |     |     |
| DF           | 5  | Ibrahima Konaté        |     |     |
| MF           | 7  | James Milner           |     | 74' |
| MF           | 8  | Naby Keïta             |     | 85' |
| MF           | 17 | Curtis Jones           |     | 95' |
| MF           | 19 | Harvey Elliott         |     | 73' |
| FW           | 27 | Darwin Núñez           | 95' | 59' |
| FW           | 28 | Fábio Carvalho         |     | 90' |
| Menedzser:   |    |                        |     |     |
| Jürgen Klopp |    |                        |     |     |

| GK            | 31 | Ederson             |     |     |
| RB            | 2  | Kyle Walker         |     |     |
| CB            | 3  | Rúben Dias (c)      | 83' |     |
| CB            | 6  | Nathan Aké          |     |     |
| LB            | 7  | João Cancelo        |     |     |
| CM            | 17 | Kevin De Bruyne     |     | 73' |
| CM            | 16 | Rodri               |     |     |
| CM            | 20 | Bernardo Silva      |     |     |
| RF            | 26 | Rijad Mahrez        |     | 58' |
| CF            | 9  | Erling Haaland      |     |     |
| LF            | 10 | Jack Grealish       |     | 58' |
| Cserék:       |    |                     |     |     |
| GK            | 18 | Stefan Ortega       |     |     |
| DF            | 5  | John Stones         |     |     |
| DF            | 79 | Luke Mbete          |     |     |
| DF            | 97 | Josh Wilson-Esbrand |     |     |
| MF            | 4  | Kalvin Phillips     |     |     |
| MF            | 8  | İlkay Gündoğan      |     | 73' |
| MF            | 47 | Phil Foden          |     | 58' |
| MF            | 80 | Cole Palmer         |     |     |
| FW            | 19 | Julián Álvarez      |     | 58' |
| Menedzser:    |    |                     |     |     |
| Pep Guardiola |    |                     |     |     |

| Játékvezető-asszisztens: Harry Lennard (Sussex) Nick Hopton (Derbyshire) Negyedik játékvezetó: Darren England (Sheffield & Hallamshire) Tartalék játékvezető : Tim Wood (Gloucestershire) Videóbíró: John Brooks (Leicestershire) Videóbíró-asszisztens: Lee Betts (Norfolk) | Szabályok - 90 perc játékidő - Döntetlen esetén tizenegyesrúgások - Kilenc nevezhető csere, maximum hat cserelehetőség |